# Mona Barrie
Mona Barrie (nacida Mona Barlee Smith; 18 de diciembre de 1905 – 27 de junio de 1964)[cita requerida] fue una actriz nacida en Inglaterra, activa en el escenario en Australia antes de establecer una carrera en los Estados Unidos y en películas de Hollywood.

## Carrera
Nacida Mona Barlee Smith en Londres al comediante Phil Smith y la artista de variedades Jessie Barlee, vivió en Australia desde 1914, e hizo su debut profesional como Mona Barlee en el escenario en una 1922 producción de J.C. Williamson de The Merry Widow. Durante los próximos 10 años, actuó para J.C. Williamson, principalmente en comedias musicales y se ganó una reputación popular, apareciendo con numerosas estrellas de variedades con sede en Australia, incluido Roy Rene. También apareció en His Royal Highness, su primera película, con el comediante australiano George Wallace. En 1933, emigró a la ciudad de Nueva York; se le dio una prueba para películas, lo que llevó a firmar con Fox Film Corporation. Hizo su primera película estadounidense Sleepers East usando el nombre artístico de Mona Barrie.
Si bien su falta de una belleza glamorosa resultó en que generalmente fuera elegida para papeles importantes pero secundarios, durante una carrera cinematográfica que abarca casi 20 años, apareció en más de 50 películas. Coprotagonizó Dawn on the Great Divide de 1942, la última película que Buck Jones hizo antes de morir en el incendio del Cocoanut Grove en Boston, Massachusetts. Barrie también actuó en varias casas de juegos en los Estados Unidos, debutando en Broadway en 1937 como Lady Agatha en Virginia de Arthur Schwartz.
Por sus contribuciones a la industria del cine, Barrie recibió una estrella de cine en el Paseo de la Fama de Hollywood en 1960. Su estrella se encuentra en 6140 Hollywood Boulevard.

## Vida personal
Se casó con Charles Harold Rayson en Melbourne, Australia en julio de 1928; sin embargo, el matrimonio no fue un éxito, y un divorcio fue concedido en 1931. En 1938, se casó con el canadiense Paul Macklin Bolton. Ambos sindicatos no tenían hijos.
Barrie murió en 1964 en Los Ángeles, a los 54 años, por causas no reveladas. Ella y Bolton están enterrados juntos en el Knox United Church Cemetery en Agincourt, Toronto.

## Familia
La hermana de Barrie, Rene Barlee, fue una artista de variedades en Australia en la década de 1920, y su hermano, Roly Barlee, fue el principal locutor de la estación de radio de Melbourne 3UZ.

## Filmografía
| - His Royal Highness (1932) - Carolina (1934) como Virginia Buchanan - Sleepers East (1934) como Ada Robillard - All Men Are Enemies (1934) como Margaret Scrope - Such Women Are Dangerous (1934) como Wanda Paris - One Night of Love (1934) como Rosa Lally - Charlie Chan in London (1934) como Lady Mary Bristol - I'll Fix It (1934) como Anne Barry - Mystery Woman (1935) como Margaret Benoit - Storm Over the Andes (1935) como Theresa - The Unwelcome Stranger (1935) como Madeline Chamberlain - Ladies Love Danger (1935) como Rita Witherspoon - The Melody Lingers On (1935) como Sylvia Turina - King of Burlesque (1936) como Rosalind Cleve - Here Comes Trouble (1936) como Evelyn Howard - A Message to Garcia (1936) como espía española - Love on the Run (1936) como la baronesa Hilda Spandermann - Mountain Justice (1937) como Evelyn Wayne - I Met Him in Paris (1937) como Helen Anders - Something to Sing About (1937) como Stephanie 'Steffie' Hajos - Love, Honor and Behave (1938) como Lisa Blake - Men Are Such Fools (1938) como Beatrice Harris - Say It in French (1938) como Lady Westover - I Take This Woman (1940) como Sandra Mayberry - Love, Honor, and Oh Baby! (1940) como Deedee Doree - Who Killed Aunt Maggie? (1940) como Eve Benedict | - Lady with Red Hair (1940) como Mrs. Brooks - Murder Among Friends (1941) como Clair Turk - When Ladies Meet (1941) como Mabel Guiness - Never Give a Sucker an Even Break (1941) como la esposa del productor - Ellery Queen and the Murder Ring (1941) como la enfermera Marian Tracy - Skylark (1941) como Charlette Gorell - Road to Happiness (1941) como Millie Rankin - Today I Hang (1942) como Martha Courtney - A Tragedy at Midnight (1942) como Alta Wilton - The Strange Case of Doctor Rx (1942) como Eileen Crispin - Syncopation (1942) como Lillian - Lady in a Jam (1942) como mujer (sin acreditar) - Cairo (1942) como Mrs. Morrison - Dawn on the Great Divide (1942) como Sadie Rand - One Dangerous Night (1943) como Jane Merrick - Storm Over Lisbon (1944) como Evelyn - Just Before Dawn (1946) como Harriet Travers - The Devil's Mask (1946) como Louise Mitchell - The Secret of the Whistler (1946) como Linda Vail - I Cover Big Town (1947) como Dora Hilton - When a Girl's Beautiful (1947) como Cordova - Cass Timberlane (1947) como Avis Elderman - My Dog Rusty (1948) como Dr. Toni Cordell - The First Time (1952) como Cassie Mayhew - Strange Fascination (1952) como Diana Fowler - Plunder of the Sun (1953) como turista (sin acreditar) |